# Wassili Iwanowitsch Tschapajew

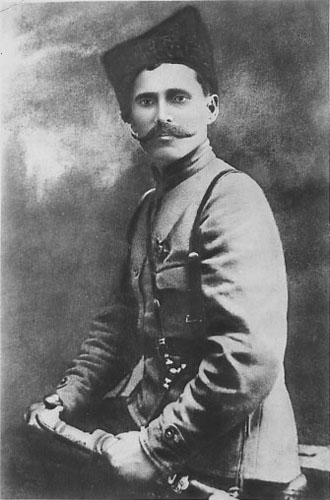
Wassili Iwanowitsch Tschapajew (vor 1919)

Wassili Iwanowitsch Tschapajew (russisch Василий Иванович Чапаев; * 28. Januarjul. / 9. Februar 1887greg. in Budaika, Ujesd Tscheboksary, Gouvernement Kasan, Russisches Kaiserreich; † 5. September 1919 bei Lbischtschensk, heute Tschapajew, Kasachstan) war ein Kommandeur der Roten Armee während des Russischen Bürgerkrieges.

## Biografie

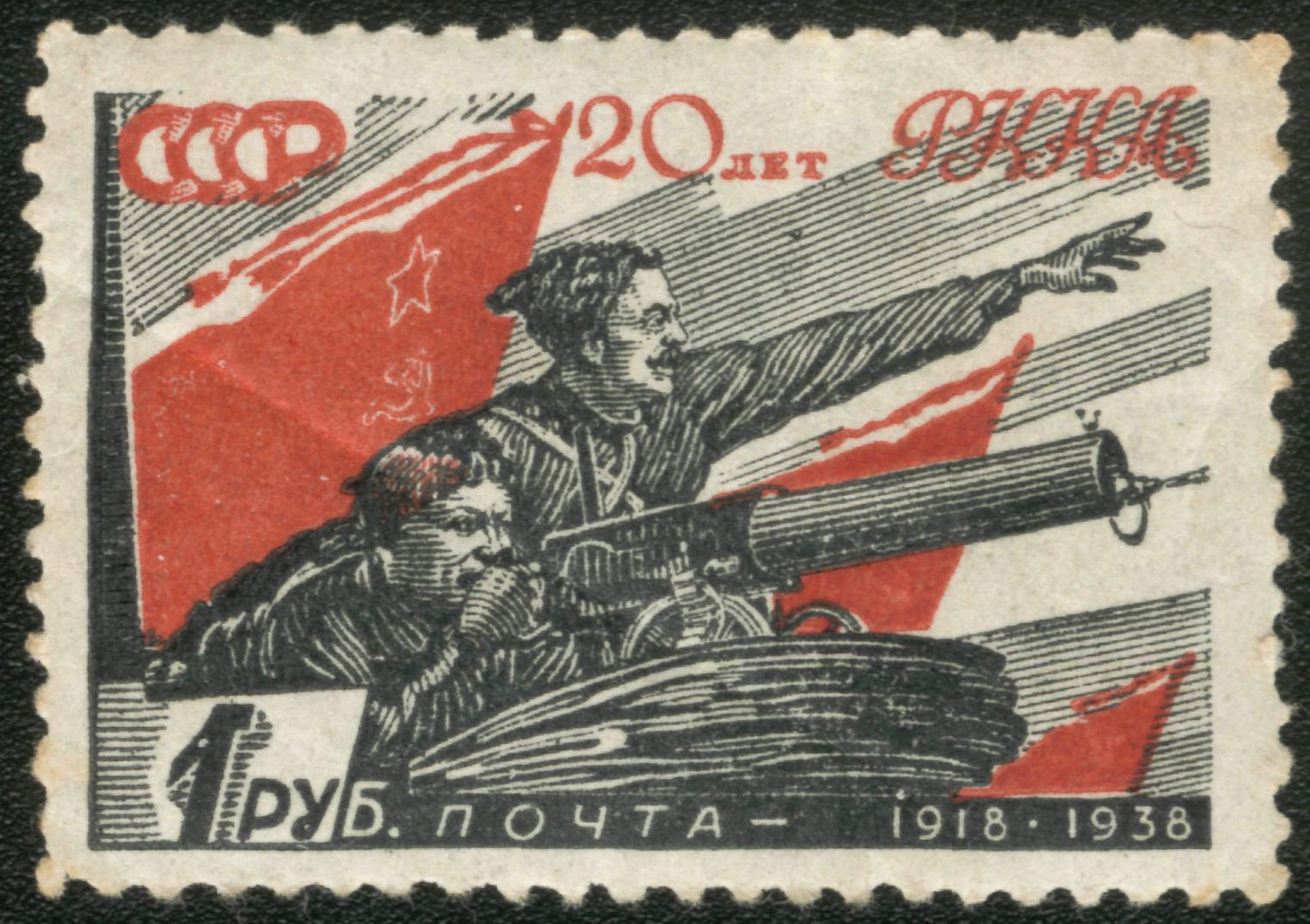
Sowjetische 1 Rubel-Briefmarke zum 20. Jahrestag der Roten Armee (1918–1938) zu Ehren Tschapajews

Tschapajew wurde in einer armen Bauernfamilie im Dorf Budaika geboren. Der Ort gehört heute zur Stadt Tscheboksary. 1908 wurde er in die zaristische Armee einberufen. Mit dem Beginn des Ersten Weltkrieges wurde er im Rahmen der allgemeinen Mobilisierung zum Kriegsdienst eingezogen. Er diente im 326. Infanterieregiment der 82. Infanteriedivision. Tschapajew wurde einmal verwundet, bekam drei St. Georgskreuze für besondere Tapferkeit und schloss im Juli 1915 sein Ausbildungskommando mit dem Grad eines untergeordneten Unteroffiziers ab. Im Oktober desselben Jahres wurde er in den Rang eines höheren Unteroffiziers befördert. Im September 1917 trat er der SDAPR bei, dem Vorläufer der Kommunistischen Partei.
Nach der Oktoberrevolution wurde er im Dezember 1917 zum Kommandeur des 138. Infanterieregiments gewählt und bekam später das Kommando der 2. Nikolajewsker Division und der 25. Schützendivision. Seit dem Januar 1918 war er Kommissar für Innere Angelegenheiten im Kreis Nikolajewsk (heute Oblast Saratow). Von November 1918 bis Januar 1919 studierte er an der Akademie des Generalstabs und ging auf eigenen Wunsch an die Front des Russischen Bürgerkrieges.
Unter seiner Führung verdrängte die 25. Schützendivision im Rahmen der 4. roten Armee im Sommer 1919 die weißen Truppen des Admirals Koltschak aus den Städten Ufa (9. Juni 1919), Uralsk (11. Juli 1919), Buguruslan und Belebei.
Tschapajew fiel am 5. September 1919 bei den Kämpfen um die südrussische Stadt Lbischtschensk. Diese Stadt wurde später in Tschapajew umbenannt und gehört heute zu Kasachstan.

## Rolle in der russischen Kultur
1923 schrieb der russische Schriftsteller Furmanow, ein ehemaliger Kommissar in der Division Tschapajews, einen Roman über Tschapajew mit gleichem Namen. 1934 haben die Brüder Wassiljew nach der Vorlage des Romans den Film Tschapajew gedreht, der in der Sowjetunion große Popularität erlangte.
1996 erschien Wiktor Pelewins Roman Tschapajew und Pustota (auch übersetzbar als „Tschapajew und die Leere“; in Deutschland 1999 herausgegeben als Buddhas kleiner Finger), in dem Tschapajew in den verschiedenen historischen und kulturellen Bezügen eine zentrale Rolle spielt. Tschapajews Tod wird im gleichnamigen Lied von W. Solowjow-Sedoi (Musik) und Z. Alexandrowa (Text) beschrieben. Darüber hinaus existiert in Russland ein mehrteiliges Adventurespiel.